# Isla San Lucas
El Parque nacional Isla San Lucas es una isla ubicada frente a la costa del Pacífico de Costa Rica, en el Golfo de Nicoya. Pertenece al distrito primero del cantón central de Puntarenas.  
La isla está ubicada aproximadamente a 8 kilómetros de Puntarenas, la ciudad más cercana. Tiene un área de 500 hectáreas (cinco kilómetros cuadrados).  Al área protegida del parque nacional le corresponde también las zonas marinas alrededor de la isla. 
San Lucas es conocida por su antiguo presidio, que funcionó entre 1873 y 1991. Luego de su cierre, se estableció un refugio de vida silvestre, que posteriormente fue declarado parque nacional. Las antiguas instalaciones de la prisión hoy son un centro histórico.
La isla San Lucas ha servido de escenario de varias obras literarias. En esta isla se protagoniza la novela La isla de los hombres solos de José León Sánchez, quién descontó ahí varios años de cárcel. En el cuento "La ventana" de Carlos Salazar Herrera, el coprotagonista regresa de esta isla a su hogar.
El 10 de agosto de 2020, la Asamblea Legislativa de Costa Rica declaró a la isla San Lucas como el trigésimo parque nacional de Costa Rica.

## Historia

### Época precolombina
Ubicada en el Golfo de Nicoya, región que ha contado con un importante asentamiento humano desde hace 3000 años, la isla San Lucas documenta la ocupación más temprana entre los 1000 a 1500 años de nuestra era. Se han ubicado al menos ocho sitios arqueológicos con características habitacionales, domésticas y funerarias. En el sitio de excavación conocido como Vigilante Alto se halló un sector funerario y doméstico-habitacional con cerámica, lítica prehispánica y un artefacto de metal.
En la época del arribo de los españoles, la isla San Lucas era conocida como isla de Chara por los indígenas locales, que pertenecían al cacicazgo de Paro, que incluía además las islas de Chira, Venado y parte del litoral de la península de Nicoya. Ya para la colonia, solamente quedaban los vestigios de la presencia aborigen.

### El penal

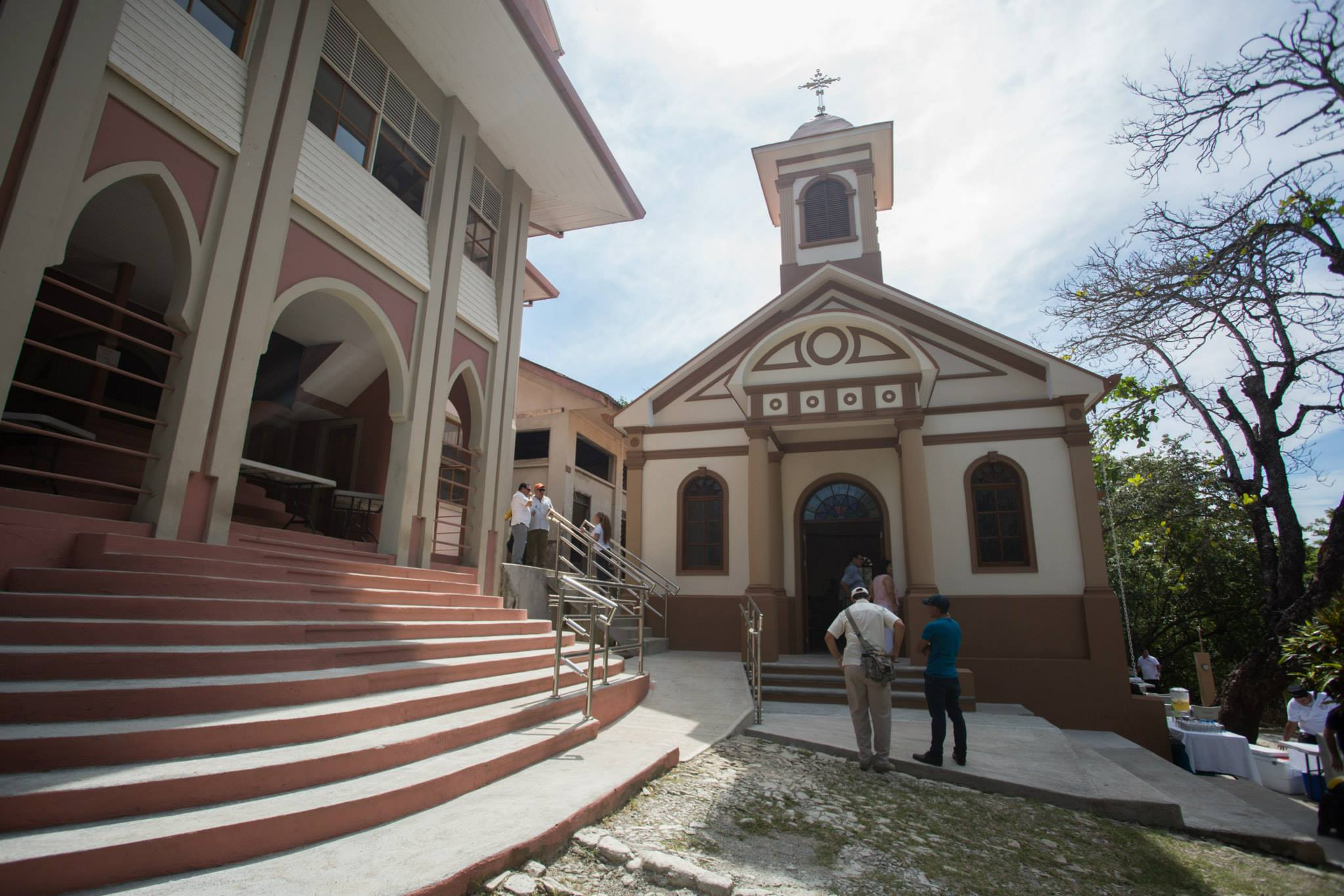
Capilla de la isla San Lucas (2014)

Durante el siglo XIX y antes del establecimiento formal del presidio, la isla fue utilizada como lugar de destierro o para cuarentena de naves extranjeras que llegaban al puerto de Puntarenas. En 1847 se quiso establecer un puerto de libre comercio en la isla.
La cárcel funcionó durante más de 100 años entre 1873 y 1991. Fue construida y establecida por Tomás Guardia Gutiérrez para mantener a los delincuentes y asesinos fuera de la ciudad.
Los calabozos al final del muelle y la calzada de piedra principal datan de la última década del siglo XIX. La Comandancia, los pabellones y el disco (antiguo tanque de agua) fueron construidos en 1927. Entre 1927 y 1931 se construyó la Capilla. El dispensario y algunas de las casas del Barrio «Las Jachas», donde se encontraban los reclusos de confianza, se edificaron a finales de la década de 1950. El disco inicialmente funcionó como un tanque de agua, ya que la época seca es muy fuerte en la zona, sin embargo no funcionó muy bien, por lo que se optó por darle otro uso: primero, un tanque séptico y después se convirtió en una celda de castigo. En ella eran introducidos los presos hasta por 21 días. En 1958, el presidio fue transformado en una Colonia Agrícola Penal, y fue finalmente cerrado en 1991.

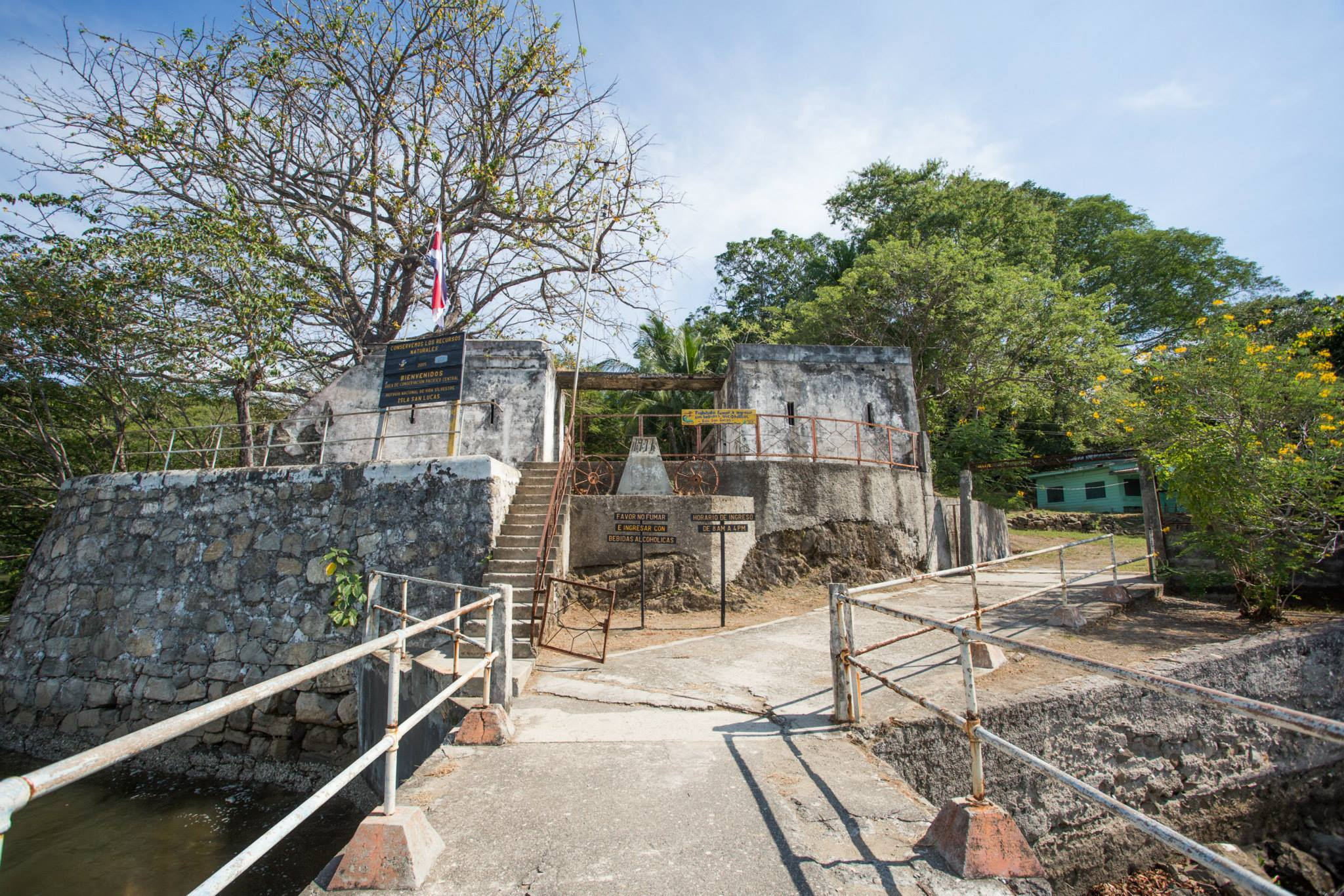
Muelle principal de la isla San Lucas (2014).

La historia del Presidio San Lucas cobra vida en sus restos arquitectónicos y en los grafitis de los pabellones. San Lucas fue famosa por las injusticias y torturas que tuvieron lugar dentro de su penal. Existen informes oficiales de que personas de solo 14 o 15 años de edad fueron enviadas a la isla por robo. Debido a las terribles condiciones en las que los internos vivían, hay una gran cantidad de historias sobre los horrores que sufrían, las enfermedades, el hambre, los asesinatos y los intentos de fuga, con y sin éxito. El grafiti en las paredes expresa la fe, la tristeza, la esperanza y la frustración de los presos en el momento. Se dice que algunos de los grafiti hechos por los criminales en las celdas fueron pintados con sangre, entre ellos el llamado La chica del bikini rojo, pero esto no ha sido verificado por ningún estudio. 
Entre los prisioneros más recordados de esta cárcel están Beltrán Cortés Carvajal, por el asesinato de Ricardo Moreno Cañas, y el escritor José León Sánchez, acusado del robo de la joyería de la Virgen de los Ángeles. Ambos presos cobraron una gran fama negativa, e incluso fueron exhibidos en una celda a un costado de la Capilla. El caso de José León Sánchez reviste importancia, dado que la declaración de su crimen se obtuvo bajo tortura,- le introdujeron cerillas calientes en los oídos y encías cariadas,- y posteriormente se le absolvió en 1988 al determinarse que fue incriminado. Basándose en su estadía en San Lucas, José León Sánchez escribió su novela más conocida, La isla de los hombres solos.
En enero del 2008 se hallaron los restos de un guardia del siglo XIX, asesinado en la isla, posiblemente por un disparo en la cabeza. El hallazgo tuvo importancia histórica para el penal puesto que se desconocía el lugar donde se enterraban a los prisioneros y las demás personas que morían en la isla.

## Parque Nacional
Actualmente bajo la administración del MINAE, la isla se ha convertido en un parque nacional para la flora y fauna que habita allí, y con la ayuda de organizaciones no gubernamentales se está tratando de repoblar la isla con especies que se perdieron tiempo atrás debido a la caza, se han liberado venados cola blanca, iguanas, saínos, pavones, congos y otras especies.
Anteriormente fue designado como el Refugio de Vida Silvestre San Lucas, creado en el 2002 con el decreto 29277-MINAE.

### Voluntariado
Un importante programa apoya en el mantenimiento de las instalaciones, la construcción y limpieza de senderos y playas en la isla ha sido el trabajo de voluntarios de muchas partes del mundo que llegan aquí mediante asociaciones internacionales de voluntarios que contribuyen por periodos de varios meses. Entre estas instituciones se encuentra la Universidad de Costa Rica, que con su Programa de Voluntariado, gestiona el envío de estudiantes a la Isla.